# リボヌクレアーゼα
リボヌクレアーゼα(Ribonuclease alpha、EC 3.1.26.2)は、以下の化学反応を触媒する酵素である。
5'-ホスホモノエステルをエンドヌクレアーゼ的に切断する。
この酵素は、O-メチル化RNAに特異的に作用する。